# Домгер, Валериан Александрович
Валериан Александрович Домгер (1851 — 10 [22] января 1885, Санкт-Петербург) — геолог и горный инженер.

## Биография
Родился в 1851 году в Российской империи.
В 1868 году окончил Кишинёвскую губернскую гимназию, где учился вместе с психиатром М. Е. Лионом.
В 1873 году окончил Горный институт и на один год был командирован в распоряжение управляющего горной и соляной частями Области Войска Донского для практических занятий. Посетил рудники и горные заводы Донецкого округа и Екатеринославской губернии, составил подробное описание в геологическом, техническом и экономическом отношениях Грушевского месторождения и рудника Русского общества пароходства и торговли. 
В 1874 году вернулся в Санкт-Петербург, с ноября зачислен в Главное горное управление и командирован в Одессу, на завод Русского общества пароходства и торговли для изучения брикетного дела.
В 1875 году по поручению Горного департамента исследовал местности между Днепром и Ингулом в Екатеринославской губернии с целью отыскания выходов железных руд и других полезных ископаемых.
Летом 1876 года в Орловской и Курской губерниях исследовал и описал отложения девонской и меловой систем, собрал коллекцию по палеонтологии края.
В 1876 году сопровождал Николая Барбота де Марни в его поездке по линии строившейся Оренбургской железной дороги, участвовал в работах по геологическому исследованию прилегающей местности.
В 1877 году по поручению Горного департамента проводил геологические исследования вдоль линии Уральской горнозаводской железной дороги, составил подробную геологическую карту исследованной местности, начертил профиль линии железной дороги и собрал богатый материал по палеонтологии этого края.
В 1878 году проводил геологические работы по линии строившейся Донецкой железной дороги в Бахмутском и Славяносербском уездах Екатеринославской губернии и небольшой части Области Войска Донского.
С апреля 1882 года — младший геолог геологического комитета. Участвовал в составлении общей геологической карты Российской империи. Летом 1883 и 1884 годов проводил геологические исследования в пределах 47-го листа карты, на пространстве около 13 000 вёрст² в Верхнеднепровском и Екатеринославском уездах Екатеринославской губернии, в Херсонском и Александрийском уездах Херсонской губернии, а также по линии строившейся Екатерининской железной дороги. Летом 1883 года нашёл марганцевую руду у реки Солёной.
Умер 10 (22) января 1885 года в Санкт-Петербурге.

## Научная деятельность
В Екатеринославской губернии нашёл богатые месторождения жернового песчаника, каолина и графита; исследовал и описал выходы кристаллических горных пород этой местности.
В эоценовых отложениях третичной системы нашёл следы богатой и разнообразной фауны.
Открыл остатки нуммулитов, ранее известных лишь в Крыму.
В палеогеновых остатках третичной системы нашёл устричную банку из створок ранее неизвестной Ostrea callifera и слой, наполненный острокодами, в плиоценовых — остатки вымерших позвоночных Rhinoceros и Mastodon.

### Членство в организациях
- В 1876 (или 1877) году избран действительным членом Санкт-Петербургского общества естествоиспытателей;
- В 1878 году избран действительным членом Императорского минералогического общества.

### Научные труды
Основные публикации:
- Домгер В. А. Геологические исследования в Южной России в 1881—1884 годах. — СПб.: тип. М. Стасюлевича, 1902. — 187 с. — (Тр. / Геологический комитет. — Т. 20, № 1).
- Домгер В. А. Геологические наблюдения, произведенные в западной части Уральской горнозаводской жел. дор. между г. Пермью и ст. Биссер. — СПб.: тип. Имп. Акад. наук, 1881. — 66 с. — (Отт. из «Зап. Имп. Минерал. о-ва». — 1882. — Т. 17. — С. 108—173).
- Домгер В. А. Геологические наблюдения, произведенные летом 1876 г. в Ливенском уезде Орловской губ. и Щигровском уезде Курской губ // Горный журн.. — 1878. — Т. 2. — С. 71—86.
- Домгер В. А. Геологическое исследование западной части кристаллической полосы в Новороссии в 1875 г // Горный журн.. — 1876. — Т. 2. — С. 280—299.
- Домгер В. А. Краткий очерк истории геологии Донецкого каменноугольного бассейна. — Харьков: тип. К. П. Счасни, 1881. — 142 с. — (Прил. к журн. «Юж.-рус. горн. листок»).
- Домгер В. А. Новое месторождение киновари в России. — [СПб.]: тип. и хромолит А. Траншеля, [1880]. — 9 с. — (Извлеч. из № 12 «Горн. журн.» — 1880).
- Домгер В. А. Новый способ цементирования каменноугольной мелочи // Южн. Русск. Горн. Лист.. — 1881. — Т. 2. — С. 196—199.
- Домгер В. А. О кристаллических породах Юга и Юго-запада Европейской России. — [СПб.]: тип. и хромолит. А. Траншеля, [1881]. — 31 с. — (Извлеч. из № 3 «Горн. журн.» — 1881).
- Домгер В. А. Предварительный отчет о геологическом исследовании, произведенном летом 1882 года. — [СПб.]: тип. Имп. Акад. наук, [1883]. — 18 с. — (Отт. из «Изв. Геол. ком.» — 1883. — Т. 2).
- Домгер В. А. Предварительный отчет о геологическом исследовании, произведенном летом 1883 года. — [СПб.]: тип. Имп. Акад. наук, [1884]. — 32 с. — (Отт. из «Изв. Геол. ком.» — 1884. — Т. 4).
- Домгер В. А. Приготовление брикетов из каменноугольной мелочи // Горный журн. — 1876. — Т. 2. — С. 123—173.
- Домгер В. А. Результаты исследований вдоль линии железных дорог, строившихся в России в период времени с 1845 г // Горный журн. — 1879. — Т. 1. — С. 147—172.
- Домгер В. А. Современное состояние вопроса о «стилолитах» и их происхождении. — СПб.: тип. В. Демакова, [1877]. — 29 с. — (Отт. из «Тр. С.-Петерб. о-ва естествоиспытателей». — 1877. — Т. 8. — С. 139—167).
- Домгер В. А. Современное состояние некоторых каменноугольных рудников юга России // Горный журн. — 1874. — Т. 4. — С. 159—178.
- Штёр Э. Основные начала горного искусства в форме вопросов и ответов = Katechismus der Bergbaukunde / Пер. с нем. В. Домгера и Г. Лебедева. — СПб., 1878. — 285 с.
  - . — изд. 2-е. — СПб., 1896. — 285 с.